# Galactia floridana
Galactia floridana är en ärtväxtart som beskrevs av John Torrey och Asa Gray. Galactia floridana ingår i släktet Galactia och familjen ärtväxter.

## Underarter
Arten delas in i följande underarter:
- G. f. floridana
- G. f. longeracemosa
- G. f. microphylla